# Cantsfield
 (avril 2023).
Cantsfield est un village et une paroisse civile du Lancashire, en Angleterre.